# IORE型电力机车
IORE型电力机车，又名基律納型電力機車（龐巴迪內部名稱），是由Adtranz公司及后继的庞巴迪运输集团为瑞典及挪威的卢基矿业公司（LKAB）轄下MTAB鐵路设计制造的大功率干线货运电力机车，屬原Adtranz 「Octeron」車系（即龐巴迪TRAXX）。該款機車主要行走連接瑞典和挪威的鐵礦石運輸鐵路。為數共17輛、34節機車自2000年至2014年間投入服務。

## 發展歷史
為配合盧基礦業於2005年將鐵礦產量提升35%的計劃，盧基轄下MTAB鐵路公司（1999年起成為全資附屬公司）於1998年起為其專用鐵路進行升級工程，同時為此向Adtranz訂購9輛（18節）本型機車，並向南非Transnet公司訂購750輛100噸級漏斗車；而本型機車的合約於1998年9月15日簽立，所有機車均於Adtranz瑞士工廠（原瑞士機車和機器製造廠機車部）生產散件，並於德國進行組裝。
首輛機車101/102號於2000年8月運抵瑞典進行測試，並於翌年1月10日正式上線營運。及後，收購Adtranz的龐巴迪運輸亦於2002至2005年間交付其餘8輛機車。
2007年8月23日，盧基再增購4輛（及後再於2011年第二次增購4輛）同型機車，以取代舊式機車，同時增加鐵礦年產量至3300萬噸。此等機車已於2010-11年及2013-14年分兩次配屬。
在車鈎方面，首輛機車出廠時安裝詹尼車鈎，但由於牽引的漏斗車採用SA-3車鈎，因此由103/104號機車起，出廠時改配SA-3車鈎，而101/102號後來亦改為使用SA-3。
本型機車名稱「IORE」乃出自鐵和礦石的英文「Iron」及「Ore」，並併合為「IORE」單詞，以顯示盧基礦業的業務。

## 技術特點

### 總體佈置
IORE型電力機車是十二軸貨運電力機車，適用於供電制式為15kV 16⅔Hz工頻交流電的電化鐵路，軸式為Co-Co+Co-Co，持續功率為10800kW（每節5400kW），最高速度為80km/h。機車採雙機固定重聯設計，並在控制線路上預留單機運行條件。一如同系列機車，本型機車採用模塊化設計，並設中央貫穿走廊，但每節只有一個駕駛室。每節機車均裝有兩台集電弓，以及高壓隔離開關、接地裝置等。
車內設備以分室斜對稱、屏櫃化佈置，由前到後分別為單數節駕駛室、單數節設備I室、單數節變流室、單數節設備II室、雙數節設備II室、雙數節變流室、雙數節設備I室、雙數節駕駛室；其中，GTO-VVVF及其油冷裝置安裝於兩節的變流室，而制動機及輔助變流系統安裝於設備室。而卧式變壓器，安裝於各自兩節車底的中部。

## 衍生型
中國鐵路的HXD3B型電力機車即以此型號機車為設計基礎，但由雙機固定重聯改為單機設計，並改用同樣由龐巴迪生產的改進版本電動機連IGBT-VVVF模塊，而供電格式及車鈎分別改為國鐵的25kV 50Hz交流電及詹尼車鈎 。

## 外部連結
- 龐巴迪運輸公司有關此機車的技術文件